# Sender Berkenthin
Der Sender Berkenthin  (Interne Bezeichnung der Deutschen Telekom Funkübertragungsstelle Berkenthin 1) ist ein Grundnetzsender für UKW-Rundfunk und Fernsehen der Deutschen Funkturm GmbH (DFMG). Er befindet sich auf dem Klosterberg auf der Gemarkung der Gemeinde Groß Disnack in Schleswig-Holstein und ist 149,1 Meter hoch. Als Antennenträger kommt ein nicht öffentlich zugänglicher, abgespannter Stahlfachwerkmast zum Einsatz. Der Sendemast besitzt auf seiner Antennenspitze einen Blitzfangkorb und ist zudem mit Flughindernisbefeuerung ausgestattet.
Der Sender versorgt primär die Stadt Lübeck sowie das nahe Umland.

## Frequenzen und Programme

### Analoger Hörfunk (UKW)
Die folgenden Hörfunkprogramme werden vom Sender Berkenthin auf UKW abgestrahlt:
| Frequenz (MHz) | Programm      | RDS PS           | RDS PI | Regionalisierung | ERP (kW) | Antennendiagramm rund (ND)/gerichtet (D) | Polarisation horizontal (H)/vertikal (V) |
| -------------- | ------------- | ---------------- | ------ | ---------------- | -------- | ---------------------------------------- | ---------------------------------------- |
| 93,6           | Klassik Radio | KLASSIK_         | D75B   | –                | 1        | D (130–170°, 320–20°)                    | H                                        |
| 101,5          | R.SH          | __R.SH__/R.SH_HL | D3E8   | Lübeck           | 20       | ND                                       | H                                        |
| 107,9          | delta radio   | _delta__         | D3E9   | Ost              | 20       | ND                                       | H                                        |

### Digitales Fernsehen (DVB-T2)
Die DVB-T2-Ausstrahlungen im Gleichwellenbetrieb (Single Frequency Network) mit anderen Standorten. Siehe auch .
| Kanal | Frequenz (MHz) | Multiplex                                   | Programme im Multiplex | ERP (kW) | Sendediagramm rund (ND)/ gerichtet (D) | Polarisation horizontal (H)/ vertikal (V) | Modulations- verfahren | FEC | Guard- intervall | Bitrate (MBit/s) | SFN |
| ----- | -------------- | ------------------------------------------- | --- | -------- | -------------------------------------- | ----------------------------------------- | ---------------------- | --- | ---------------- | ---------------- | --- |
| 23    | 490            | ARD Digital                                 | - Das Erste HD - phoenix HD - arte HD - tagesschau24 HD - one HD | 20       | ND                                     | H                                         | 64-QAM (16-k-Modus)    | 1/2 | 19/128           | 18,2             | Lübeck-Berkenthin, Heinrich-Hertz-Turm, Hamburg-Rahlstedt (Höltigbaum), Lübeck-Stockelsdorf, Hamburg-Moorfleet, Wedel (Wittsmoor) |
| 27    | 522            | freenet TV                                  | - RTL HD (Hamburg/Schleswig-Holstein) - RTL II HD - Super RTL HD - VOX HD - n-tv HD - RTL Nitro HD - Tele 5 HD | 20       | ND                                     | H                                         | 64-QAM (32-k-Modus)    | 2/3 | 1/16             | 27,6             | Lübeck-Berkenthin, Heinrich-Hertz-Turm, Hamburg-Rahlstedt (Höltigbaum), Lübeck-Stockelsdorf                                       |
| 28    | 530            | freenet TV                                  | - ProSieben HD - Sat.1 HD (Hamburg/Schleswig-Holstein) - kabel eins HD - ProSieben Maxx HD - Sat.1 Gold HD - sixx HD - sport1 HD                                                                                                | 20       | ND                                     | H                                         | 64-QAM (32-k-Modus)    | 2/3 | 1/16             | 27,6             | Lübeck-Berkenthin, Heinrich-Hertz-Turm, Hamburg-Rahlstedt (Höltigbaum), Lübeck-Stockelsdorf                                       |
| 33    | 570            | Gemischter Multiplex von ZDF und freenet TV | - ZDF HD - 3sat HD - KiKa HD - ZDFneo HD - ZDFinfo HD - freenet TV connect (HbbTV-Dienst mit mehreren Streams) | 20       | ND                                     | H                                         | 64-QAM (16-k-Modus)    | 3/5 | 19/128           | 22               | Lübeck-Berkenthin, Heinrich-Hertz-Turm, Hamburg-Rahlstedt (Höltigbaum), Lübeck-Stockelsdorf                                       |
| 41    | 634            | ARD regional (NDR)                          | - NDR Fernsehen HD (Schleswig-Holstein) - WDR Fernsehen (Köln) HD / NDR HD (Niedersachsen) (zeitw.) - SWR Fernsehen BW HD / NDR HD (MV)(zeitw.) - MDR Fernsehen (Sachsen-Anhalt) HD - BR Fernsehen Süd HD / NDR HD (HH)(zeitw.) | 20       | ND                                     | H                                         | 64-QAM (16-k-Modus)    | 1/2 | 19/128           | 18,2             | Lübeck-Berkenthin, Heinrich-Hertz-Turm, Hamburg-Rahlstedt (Höltigbaum), Lübeck-Stockelsdorf, Hamburg-Moorfleet, Wedel (Wittsmoor) |
| 45    | 666            | freenet TV                                  | - N24 HD - DMAX HD - Eurosport1 HD - Disney Channel HD - nickelodeon HD / nicknight HD - test (freenet TV) - QVC HD - HSE24 HD - bibel.TV HD - freenet TV Info                                                                  | 20       | ND                                     | H                                         | 64-QAM (32-k-Modus)    | 2/3 | 1/16             | 27,6             | Lübeck-Berkenthin, Heinrich-Hertz-Turm, Hamburg-Rahlstedt (Höltigbaum), Lübeck-Stockelsdorf                                       |

bis zum 25. April 2017 ist folgender DVB-T-Nachlauf zu empfangen:
| Kanal | Frequenz (MHz) | Multiplex       | Programme im Multiplex                                                           | ERP (kW) | Sendediagramm rund (ND)/ gerichtet (D) | Polarisation horizontal (H)/ vertikal (V) | Modulations- verfahren | FEC | Guard- intervall | Bitrate (MBit/s) | SFN                                                                                         |
| ----- | -------------- | --------------- | -------------------------------------------------------------------------------- | -------- | -------------------------------------- | ----------------------------------------- | ---------------------- | --- | ---------------- | ---------------- | ------------------------------------------------------------------------------------------- |
| 59    | 778            | NDR (DVB-T alt) | - Das Erste - NDR Fernsehen (Schleswig-Holstein) - NDR Fernsehen (Hamburg) - ZDF | 20       | ND                                     | H                                         | 16-QAM (8-k-Modus)     | 2/3 | 1/4              | 13,27            | Lübeck-Berkenthin, Heinrich-Hertz-Turm, Hamburg-Rahlstedt (Höltigbaum), Lübeck-Stockelsdorf |

### Digitales Fernsehen (DVB-T)
Bis zum Wechsel auf DVB-T2 am 29. März 2017 liefen die DVB-T-Ausstrahlungen im Gleichwellenbetrieb (Single Frequency Network) mit anderen Standorten.
ehemaliges Angebot:
| Kanal | Frequenz (MHz) | Multiplex                                       | Programme im Multiplex | ERP (kW) | Antennen- diagramm rundum (ND)/ gerichtet (D) | Polarisation horizontal (H) / vertikal (V) | Modulations- verfahren | FEC | Guard- intervall | Bitrate (MBit/s) | SFN mit                                                                                                  |
| ----- | -------------- | ----------------------------------------------- | --- | -------- | --------------------------------------------- | ------------------------------------------ | ---------------------- | --- | ---------------- | ---------------- | --- |
| 23    | 490 (UHF)      | ZDFmobil                                        | - ZDF - 3sat - ZDFinfo - KiKA (06–21:00 Uhr)/ZDFneo (21–06:00 Uhr) | 20       | ND                                            | H                                          | 16-QAM (8-k-Modus)     | 2/3 | 1/4              | 13,27            | Lübeck-Berkenthin, Heinrich-Hertz-Turm, Hamburg-Rahlstedt (Höltigbaum), Lübeck-Stockelsdorf, Rosengarten |
| 28    | 530 (UHF)      | ARD regional (NDR Schleswig-Holstein)           | - NDR Fernsehen (Schleswig-Holstein) - WDR (Köln) / NDR (Niedersachsen) (zeitw.) - MDR (Sachsen-Anhalt) / NDR (MV) (zeitw.) - BR (Schwaben/Altbayern) / NDR (HH) (zeitw.) | 20       | ND                                            | H                                          | 16-QAM                 | 2/3 | 1/4              | 13,27            | Lübeck-Berkenthin, Hamburg-Moorfleet, Wedel (Wittsmoor), Neumünster, Mölln, Lübeck-Stockelsdorf          |
| 30    | 546 (UHF)      | ProSiebenSat.1 Media Hamburg/Schleswig-Holstein | - ProSieben Hamburg/Schleswig-Holstein - Sat.1 - kabel eins - N24 | 20       | ND                                            | H                                          | 16-QAM (8-k-Modus)     | 2/3 | 1/4              | 13,27            | Lübeck-Berkenthin, Heinrich-Hertz-Turm, Hamburg-Rahlstedt (Höltigbaum), Lübeck-Stockelsdorf              |
| 33    | 570 (UHF)      | ARD Digital (NDR)                               | - Das Erste - Phoenix - ARTE - tagesschau24 | 20       | ND                                            | H                                          | 16-QAM (8-k-Modus)     | 2/3 | 1/4              | 13,27            | Lübeck-Berkenthin, Heinrich-Hertz-Turm, Hamburg-Rahlstedt (Höltigbaum), Lübeck-Stockelsdorf, Rosengarten |
| 40    | 626 (UHF)      | RTL Group Hamburg/Schleswig-Holstein            | - RTL Television (Hamburg/Schleswig-Holstein) - RTL II - Super RTL - VOX                                                                                                  | 20       | ND                                            | H                                          | 16-QAM (8-k-Modus)     | 2/3 | 1/4              | 13,27            | Lübeck-Berkenthin, Heinrich-Hertz-Turm, Hamburg-Rahlstedt (Höltigbaum), Lübeck-Stockelsdorf              |
| 59    | 778 (UHF)      | Gemischt Schleswig-Holstein                     | - sixx - Tele 5 - Disney Channel (Deutschland) - Bibel TV | 20       | ND                                            | H                                          | 16-QAM (8-k-Modus)     | 2/3 | 1/4              | 13,27            | Lübeck-Berkenthin, Lübeck-Stockelsdorf                                                                   |

### Analoges Fernsehen (PAL)
Vor der Umstellung auf DVB-T diente der Sendestandort weiterhin für analoges Fernsehen:
| Kanal | Frequenz (MHz) | Programm                            | ERP (kW) | Sendediagramm rund (ND)/ gerichtet (D) | Polarisation horizontal (H)/ vertikal (V) |
| ----- | -------------- | ----------------------------------- | -------- | -------------------------------------- | ----------------------------------------- |
| 6     | 182,25         | ProSieben                           | 2        | D (170–240°, 260–300°)                 | H                                         |
| 23    | 487,25         | ZDF                                 | 240      | ND                                     | H                                         |
| 25    | 503,25         | RTL Television (Schleswig-Holstein) | 3        | D (340–30°)                            | H                                         |
| 33    | 567,25         | NDR Fernsehen Schleswig-Holstein    | 210      | ND                                     | H                                         |
| 36    | 591,25         | RTL Television (Schleswig-Holstein) | 34       | D (40–280°)                            | H                                         |
| 42    | 639,25         | Sat.1 (Hamburg/Schleswig-Holstein)  | 34       | D (40–280°)                            | H                                         |
| 57    | 759,25         | ProSieben                           | 3        | D (340–30°)                            | H                                         |
| 58    | 767,25         | VOX                                 | 0,79     | D (340–30°)                            | H                                         |
| 60    | 783,25         | Sat.1 (Hamburg/Schleswig-Holstein)  | 3        | D (340–30°)                            | H                                         |